# Star East Airlines
Star East Airlines S.r.l. ist eine rumänische Charterfluggesellschaft mit Sitz in Bukarest und Basis auf dem Flughafen Bukarest-Băneasa.

## Geschichte
Star East Airlines wurde 2016 in Bukarest gegründet und erhielt am 22. Mai 2017 ihr Air Operator Certificate. Der Flugbetrieb wurde mit einer Boeing 737-400 und einem Airbus A320-200 aufgenommen. Beide Maschinen stammen von der kirgisischen S Group. Am 29. Januar 2019 wurde das Air Operator Certificate der Star East Airlines ausgesetzt, konnte jedoch kurz darauf wiedererlangt werden.
Die Flugzeuge werden vorwiegend im Wetlease für andere Fluggesellschaften eingesetzt, so flog der Airbus A320-200 im Sommer 2018 für die deutsche Small Planet Airlines, die Boeing 737-400 für die niederländische Corendon Airlines. Im Sommer 2019 wurden beide Maschinen für Smartwings betrieben.

## Flotte
Mit Stand April 2025 besteht die Flotte der Star East Airlines aus zwei Flugzeugen mit einem Durchschnittsalter von 32,5 Jahren.
| Flugzeugtyp     | Anzahl | bestellt | Anmerkungen   | Sitzplätze | Durchschnittsalter |
| --------------- | ------ | -------- | ------------- | ---------- | ------------------ |
| Airbus A320-200 | 2      |          | einer inaktiv | 180        | 32,5 Jahre         |
| Gesamt          | 2      | -        |               |            | 32,5 Jahre         |

### Ehemalige Flugzeugtypen
- Boeing 737-400